# 조병진
조병진(曺秉鎭, 1891년 3월 1일 ~ 1961년 7월 16일)은 경상북도 영천 출신의 독립운동가이다.
1919년 3·1 운동 당시 독립운동가 홍종현의 요청으로 태극기를 제작하였다. 다음날 오후 3시 30분경에 영천명 창구동에서 만세시위를 전개하였다. 장날에 모인 천여명의 주민과 상인들이 호응하였으나 순찰을 돌던 순사에게 체포되었다.
체포이후 당시 28세였던 조병진은 보안법 위반 혐위로 태형 90대를 선고받고 장애를 가지게 된다. 출옥 후에도 지역에서 계몽운동 등의 독립운동을 계속해나갔다. 경제적으로 궁핍한 생활을 이어가다 1961년 7월 16일 별세하였다.
1992년 대통령표창이 추서되었다.